# عماد رام
عمادالدین رام (۱۱ اسفند ۱۳۰۹ – ۳ خرداد ۱۳۸۲) مشهور به عماد رام، موسیقی‌دان، آهنگساز، خواننده و ترانه‌سرای ایرانی بود.

## سرگذشت
عماد رام در یازدهم اسفند ۱۳۰۹ در ساری چشم به جهان گشود. او از دوران نوجوانی علاقه زیادی به فلوت داشت و نِی‌های خود را سوراخ می‌کرد و در آن‌ها می‌دمید. او در سال ۱۳۲۲ خورشیدی به تئاتر روی آورد و علاوه‌بر نقش کمدین‌ها در پشت پرده می‌خواند و فلوت می‌زد. در سال ۱۳۳۵ به تهران آمد و به اداره هنرهای زیبا رفت و نت و سازشناسی را نزد استادان خود فراگرفت. او دارای مدرک کارشناسی از دانشسرای کشاورزی بود. از سال ۱۳۵۰ به سرپرستی یکی از ارکسترهای وزارت فرهنگ و هنر منصوب شد.
عماد رام در یادگیری از استادانی چون حسن رادمرد، علی‌محمد خادم میثاق و نورعلی برومند به آموختن سلفژ و دیکتهٔ موسیقی پرداخت. ویژگی نوازندگی او در فلوت آن بود که می‌توانست ربع پرده‌های موسیقی ایرانی را به خوبی اجرا کند.
رام در هفتم مهر ۱۳۴۳ با خانمی به نام فلور صدودی ازدواج کرد و صاحب سه فرزند به نام‌های گویا، آهنگ و ملودی شد.

## پس از انقلاب
عماد رام مدتی بعد از انقلاب ۱۳۵۷ مجبور به ترک کشور شد.
در سال ۱۳۵۷ در میانه انقلاب، خمینی در جواب خبرنگاری که از او پرسیده‌بود چه احساسی دارد جواب داد «هیچ». عماد گفته‌بود:
 با هیچ نمی‌توان ایران را ساخت و به ایران و ایرانی خدمت کرد
و برای پاسخ به هیچ رهبر انقلاب شرکتی به‌نام «طنین صدا» تشکیل داد و به ضبط و پخش نوارهای «شبانه با وطن» پرداخت که از شعر، کلام و آهنگ‌های ملی و وطنی سرشار بود.
عماد در بزرگ‌ترین کنسرت‌ها در نقاط مختلف اروپا و آمریکا با ارکسترهای بزرگ جهانی شرکت داشت و تحسین همگان را برانگیخت. عماد رام از سال ۱۳۷۳ تا پیش از مرگ عضو شورای ملی مقاومت ایران بود.
عماد می‌گفت:
 من عقیده دارم هنرمند باید راه آزادگی پیشه کند و بازگوکننده رنج‌ها، خوشی‌ها و هر آنچه که بر مردم جامعه‌اش می‌گذرد باشد.
خود او پس از پیوستن به شورای ملی مقاومت و همکاری با سازمان مجاهدین خلق گفت: «… دیدم که این بهترین سازمانی است که من می‌توانم با آن همکاری‌ام را شروع کنم… این چیزی را که این سازمان و شورای ملی مقاومت داره، منظورم سازمان مجاهدین خلقه، من در جای دیگری ندیدم، بنابراین تشخیص دادم که من باید در کنار این‌ها بایستم و به مبارزه ادامه دهم که افتخار این رو پیدا کردم…». و در ادمه صحبت خود می‌گوید: «باید اضافه کنم وقتی که خانم مریم رجوی دعوت همبستگی فرمودند، من نخستین هنرمندی بودم که پذیرفتم و با کمال افتخار شرکت کردم در این همبستگی و همان‌طوری‌که عرض کردم، برای من این از خاطرات فراموش نشدنی است. تا جایی که یادم است، من آهنگ رقص پروانه را اجرا کردم که بسیار هم مورد مهرشان قرار گرفت».

## درگذشت
وی سرانجام در ۳ خرداد ۱۳۸۲ در آلمان بر اثر بیماری سرطان درگذشت و در گورستان نوردفریدهوف (Nordfriedhof) شهر دوسلدورف آلمان به خاک سپرده شد.

## کتاب زندگی
چاپ دوم کتاب «زندگی‌نامهٔ عماد رام»، به کوشش عبدالعلی معصومی، در ۲۱۱ صفحه همراه با عکس‌های رنگی، توسط انتشارات «بنیاد رضائی‌ها» در اسفند ۱۳۹۴ منتشر شد.

## آلبوم‌ها
آلبوم‌های عماد رام به دو گونهٔ ترانه‌ها و تکنوازی‌ها دسته‌بندی می‌شوند:
- شش مجموعه آلبوم از بهترین‌های عماد رام با نام Best of Emad Raam
- آلبوم فرنگیس - ترانهٔ «فرنگیس» با آهنگسازی سیاوش قمیشی و «قصهٔ دل» با آهنگسازی محمد سریر؛ سایر آهنگ‌ها از عماد رام.
- آلبوم تکنوازی فلوت: سه‌گاه، شوشتری، دشتی، بیات زند
- آلبوم خدایا - موسیقی از عماد رام
- آلبوم آوای شب - موسیقی از عماد رام
- آلبوم لیلا رو بردن - موسیقی از عماد رام
- آلبوم عشق و آزادی - موسیقی از عماد رام
- آلبوم پیام حافظ - موسیقی از عماد رام
- آلبوم‌های شبانه با وطن - تهیه‌کننده: عماد رام

همنوازی در برنامهٔ گل‌های تازه:
- گل‌های تازه: شماره ۳۲ـ هنرمندان: عماد رام، گلپایگانی، فرهنگ شریف، همایون خرم، مجید نجاحی، امیرناصر افتتاح، اشعار: فروغی بسطامی، گوینده: فخری نیکزاد، صدابردار: محمد جهانفرد
- گل‌های تازه: شماره ۱۱۱ـ فلوت: عماد رام، آواز: نادر گلچین، سنتور: محمد حیدری، ضرب: آبتین اجلالی، غزل از حافظ، گوینده: آذر پژوهش، صدابردار: محمد جهانفرد

## آهنگسازی برای دیگران
عماد رام برای خوانندگان مختلفی، همچون: نادر گلچین، مهستی، الهه و… آهنگسازی کرده است.
| خواننده        | ترانه                        | ترانه‌سرا                      | آهنگساز  | تنظیم         |
| -------------- | ---------------------------- | ----------------------------- | -------- | ------------- |
| عارف           | گریه نکن                     | عماد رام                      | عماد رام | کاظم عالمی    |
| مارتیک         | فقط تو                       | عماد رام                      | عماد رام | منوچهر چشم‌آذر |
| مارتیک         | بگو کدوم شب                  | عماد رام                      | عماد رام | منوچهر چشم‌آذر |
| مارتیک         | می‌میرم برای تو               | عماد رام                      | عماد رام | منوچهر چشم‌آذر |
| مازیار         | ایران ایران                  | علیرضا میبدی                  | عماد رام | محمد شمس      |
| مازیار         | بی‌بیِ ناز                     | علیرضا میبدی                  | عماد رام | محمد شمس      |
| مازیار         | خسته                         | رحیم معینی کرمانشاهی          | عماد رام | محمد شمس      |
| مازیار         | پرستو                        | عماد رام                      | عماد رام | عماد رام      |
| داریوش         | مسبب                         | رحیم معینی کرمانشاهی          | عماد رام |               |
| داریوش         | گفتگو با دل                  | رحیم معینی کرمانشاهی          | عماد رام | احمد پژمان    |
| داریوش         | پایان عشق                    | رحیم معینی کرمانشاهی          | عماد رام | هومن محمدی    |
| نادر گلچین     | مسبب                         | رحیم معینی کرمانشاهی          | عماد رام | عماد رام      |
| نادر گلچین     | داد از این دل                | باباطاهر                      | عماد رام |               |
| نادر گلچین     | قصهٔ شهر عشق                  | رحیم معینی کرمانشاهی          | عماد رام |               |
| نادر گلچین     | بوی بهار                     | رحیم معینی کرمانشاهی          | عماد رام | عماد رام      |
| نادر گلچین     | من دیگه بچه نمیشم            | رحیم معینی کرمانشاهی          | عماد رام | عماد رام      |
| نادر گلچین     | گل آغوش                      | حسین منزوی                    | عماد رام |               |
| نادر گلچین     | عشق و جنون                   | ؟                             | عماد رام | عماد رام      |
| الهه           | تنهایی                       | رحیم معینی کرمانشاهی          | عماد رام |               |
| الهه           | مسبب                         | رحیم معینی کرمانشاهی          | عماد رام |               |
| الهه           | نمی‌خوام                      | رحیم معینی کرمانشاهی          | عماد رام |               |
| الهه           | نقش من                       | رحیم معینی کرمانشاهی          | عماد رام |               |
| الهه           | شاهد غم                      | رحیم معینی کرمانشاهی          | عماد رام |               |
| الهه           | زمونه                        | رحیم معینی کرمانشاهی          | عماد رام |               |
| الهه           | ساعت                         | رحیم معینی کرمانشاهی          | عماد رام |               |
| گوگوش          | دل کدومه مشکل کدومه          | عماد رام                      | عماد رام | عماد رام      |
| گوگوش          | بیگانه (می‌شکنه)              | عماد رام                      | عماد رام | عماد رام      |
| گوگوش          | ریکا                         | کریم فکور                     | عماد رام | عماد رام      |
| مهستی          | دوتا چشمون                   | میشا جاودانی                  | عماد رام | عماد رام      |
| مهستی          | دل میگه دلبر میاد            | هما میرافشار                  | عماد رام | عماد رام      |
| مهستی          | سراب عشق                     | عماد رام                      | عماد رام | منوچهر چشم‌آذر |
| مهستی          | نو رسیده                     | رحیم معینی کرمانشاهی          | عماد رام | عماد رام      |
| مهستی          | وداع                         | حسن لرنی، (بازسازی: عماد رام) | عماد رام | لقمان ادهمی   |
| حمیرا          | خانه عاشق کجاست              | عماد رام                      | عماد رام | محمد حیدری    |
| معین           | من باهاتم                    | علیرضا میبدی                  | عماد رام | کاظم رزازان   |
| پوران          | توبه                         | رحیم معینی کرمانشاهی          | عماد رام |               |
| پوران          | نقش من                       | رحیم معینی کرمانشاهی          | عماد رام |               |
| عهدیه          | خونه خالی                    | رحیم معینی کرمانشاهی          | عماد رام |               |
| عهدیه          | زنده پنهانی                  | رحیم معینی کرمانشاهی          | عماد رام |               |
| حسین قوامی     | تو را من چشم در راهم         | نیما یوشیج                    | عماد رام |               |
| هوشمند عقیلی   | گل آغوش                      | ابوالقاسم اعلامی              | عماد رام | ارکستر گل‌ها   |
| علیرضا افتخاری | آواز مثنوی و همسرائی         | مولانا                        | عماد رام |               |
| علیرضا افتخاری | نگرشی بر اندیشه و شعر مولانا | مولانا                        | عماد رام |               |
| ستار           | بهار من گذشته شاید           | رحیم معینی کرمانشاهی          | عماد رام | علی درخشان    |
| ستار           | تکرار                        | عماد رام                      | عماد رام | منوچهر چشم‌آذر |
| ستار           | ایران ایران                  | علیرضا میبدی                  | عماد رام |               |
| مرجان          | شکسته                        | علیرضا میبدی                  | عماد رام | محمد شمس      |
| شهره           | گریه                         | عماد رام                      | عماد رام | محمد مقدم     |
| راشین          | من میرم                      | میشا جاودانی                  | عماد رام |               |
| راشین          | تو می‌خوای چیکار کنی          | میشا جاودانی                  | عماد رام |               |
| اشکان          | خنده و گریه                  | رحیم معینی کرمانشاهی          | عماد رام |               |
| محمد دنیوی     | گلنسا                        | غلامرضا کبیری                 | عماد رام | فرخ حدادی     |
| جمال وفایی     | فریبا                        | میشا جاودانی                  | عماد رام |               |
| قاسم جبلی      | فروردین                      | عماد رام                      | عماد رام |               |
| قاسم جبلی      | سرگردان                      | عماد رام                      | عماد رام |               |
| قاسم جبلی      | توبه‌شکن                      | عماد رام                      | عماد رام |               |
| امیر رسایی     | بربادرفته                    | میشا جاودانی                  | عماد رام | آرمن          |
| امیر رسایی     | شهر غم                       | میشا جاودانی                  | عماد رام | عماد رام      |
| امیر رسایی     | عاشقی گناهه                  | میشا جاودانی                  | عماد رام | عماد رام      |
| جمشید علیمراد  | تنهایی                       | رحیم معینی کرمانشاهی          | عماد رام | واروژ جردن    |
| افسانه         | مقام عاشقی                   | رحیم معینی کرمانشاهی          | عماد رام |               |
| افسانه         | من و مهتاب                   | رحیم معینی کرمانشاهی          | عماد رام |               |
| پریوش          | ساعت                         | رحیم معینی کرمانشاهی          | عماد رام |               |
| مولود زهتاب    | مهرگیاه                      | محمد رضوی                     | عماد رام |               |
| سعید اسدی      | کیجا                         | محلی مازندرانی                | عماد رام | منوچهر چشم‌آذر |
| سعید اسدی      | سوگلی                        | لیلا کسری                     | عماد رام | منوچهر چشم‌آذر |
| پژمان باقری    | شمالی                        | عماد رام                      | عماد رام |               |
| آرش مازند      | پرچم                         | عماد رام                      | عماد رام |               |
| آرش مازند      | دو همسنگر                    | عماد رام                      | عماد رام |               |
| شاهین          | غریب خسته                    | عماد رام                      | عماد رام |               |
| بیتا           | دل‌خسته                       | رحیم معینی کرمانشاهی          | عماد رام |               |
| آذر لاله       | بده جوابم                    | عماد رام                      | عماد رام |               |
| نادیا رام      | تولد بهار                    | رحیم معینی کرمانشاهی          | عماد رام |               |
| نادیا رام      | کوه و کمر                    | عماد رام                      | عماد رام |               |
| نادیا رام      | مِل عمو                       | محلی مازندرانی                | عماد رام | عماد رام      |
| نادیا رام      | فرزند والا                   | عماد رام                      | عماد رام |               |
| داریوش میرزایی | عالم محبت                    | رحیم معینی کرمانشاهی          | عماد رام |               |
| داریوش میرزایی | سیصد سوار                    | عماد رام                      | عماد رام |               |
| داریوش میرزایی | سوگند                        | عماد رام                      | عماد رام |               |
| داریوش میرزایی | صوفی                         | عماد رام                      | عماد رام |               |